# Què penses, Anton?
Què penses Anton?, amb el subtítol "periòdic diari setmanal humorístic i de broma o el que sigui", va ser una revista satírica que va sortir a Reus del 7 de març a l'18 de juliol de 1936.

## Història
Va ser una publicació políticament militant, d'ideologia lligada a l'esquerra nacionalista. Es presentava com un setmanari festiu, però al llarg de tots els seus números dedicava la portada a reflexionar de manera seriosa sobre els temes de més actualitat. Els atacs anaven dirigits contra els elements feixistes del país, "als enemics de la República" en general, a les persones de dretes i al món clerical, i ataca el to marcadament religiós d'alguns actes del món cultural reusenc, com en el cas d'uns jocs florals presidits per Ventura Gassol, amb premis a poesies religioses i morals i amb un capellà al jurat.
El seu títol era una clara al·lusió al lema que va usar el cartell propagandístic de la Lliga Catalana a les eleccions generals espanyoles de 1936.
Ja en el primer número es defineix a favor de la llibertat i de la justícia i diu: "L'Anton, que és del poble, que ha sofert amb el poble i sent les seves ànsies, saluda als homes d'esquerra...". També atacarà el to marcadament religiós que prenien alguns actes del món cultural reusenc, com el cas de la celebració d'uns Jocs Florals on es premiaven poesies religioses i morals i al jurat hi havia un capellà. Diuen: "El més lamentable és que uns Jocs Florals tan ... religiosos, els fan presidir pel conseller de la Generalitat i gran poeta d'esquerra senyor Ventura Gassol…".
Igual que La Patacada, periòdic sortit a l'inici de la república i segurament escrit per la mateixa colla de joves, entre els quals trobem Josep Maria Gort, dedicava una bona part del seu contingut a la xafarderia, de manera especial entre el jovent, cosa que els portà problemes per les burles que publicaven. A l'editorial del número 6 comenten com un ciutadà que va ser confós amb L'Anton, va rebre dues bufetades.

## Aspectes tècnics
En van sortir 20 números del taller Impremta la Gràfica, de periodicitat setmanal. Tenia 8 pàgines. Els articles anaven sense signar o signats amb pseudònim, cosa que fa molt difícil identificar-ne els autors. Com a director de palla hi figurava Josep Cort i Alentorn, conegut com a "Rogelio" personatge curiós i amb algunes facultats disminuïdes.

## Localització
Una col·lecció a la Biblioteca del Centre de Lectura de Reus

## Cartellisme
El repicó (frase que repica, de fàcil recordar) "Què penses, Anton?" va ser emprat en cartells de propaganda política de dretes o bé d'esquerres a la Segona república:
- Què penses, Anton? - Que si guanyen les esquerres... tornarem a passar gana.[6]

Altres textos de cartells semblants recordats a Badalona el 1936: 
- Què penses, Anton? Que la dreta es descompon!
- Què penses, Anton? Que si guanyen les esquerres... passarem fam i misèria!